# Morti il 23 dicembre
| Questa pagina contiene informazioni ricavate automaticamente dalle voci biografiche con l'ausilio del template Bio e di un bot. L'aggiornamento è periodico e automatico e ricostruisce completamente la pagina. Se manca una persona in questa lista, sei pregato di non aggiungerla, ma accertati piuttosto che la sua voce biografica contenga il template Bio e che i dati anagrafici siano correttamente compilati. Se il template Bio manca, inseriscilo tu stesso o, in alternativa, metti l'avviso {{tmp\|Bio}} che ne segnala la mancanza. Se i dati riportati sono sbagliati, correggi direttamente la voce biografica; le modifiche saranno visibili in questa lista entro pochi giorni. Per chiarimenti vedi il progetto biografie. La lista contiene solo le 571 persone che sono citate nell'enciclopedia e per le quali è stato implementato correttamente il template Bio. Pagina aggiornata al 13 ago 2025. |

## II secolo(1)
- 119 - Salonia Matidia, romana (n. 68)

## V secolo(1)
- 484 - Unnerico, sovrano vandalo

## VI secolo(1)
- 558 - Childeberto I, re franco

## VII secolo(1)
- 679 - Dagoberto II, re franco

## X secolo(3)
- 910 - Naum di Ocrida, scrittore bulgaro
- 918 - Corrado I di Franconia, sovrano tedesco (n. 881)
- 996 - Guglielmo I di Guascogna, duca

## XII secolo(3)
- 1115 - Ivo di Chartres, vescovo cattolico e santo francese (n. 1040)
- 1164 - Artmanno di Bressanone, vescovo cattolico tedesco (n. 1090)
- 1193 - Torlaco, vescovo cattolico e abate islandese (n. 1133)

## XIII secolo(4)
- 1230 - Berengaria di Navarra, regina
- 1236 - Filippo il Cancelliere, religioso, teologo e filosofo francese
- 1245 - Anselm il Maresciallo, VI conte di Pembroke, nobile e politico britannico
- 1279 - Martino Polono, arcivescovo cattolico (n. 1215)

## XIV secolo(7)
- 1304 - Matilde d'Asburgo, duchessa (n. 1253)
- 1332 - Filippo I d'Angiò, principe (n. 1278)
- 1340 - Hugh de Courtenay, I conte di Devon, nobile britannico
- 1379 - Piero degli Albizi, politico italiano
- 1384 - Tommaso Preljubović, nobile serbo
- 1387 - Walter Wardlaw, cardinale e vescovo cattolico francese
- 1392 - Isabella di Castiglia, principessa spagnola (n. 1355)

## XV secolo(3)
- 1435 - Anton Galeazzo Bentivoglio, nobile e condottiero italiano
- 1470 - Corrado da Fogliano, condottiero italiano
- 1473 - Fadrique Enríquez de Mendoza, ammiraglio spagnolo (n. 1399)

## XVI secolo(12)
- 1550 - Francesco Calcagno, francescano italiano (n. 1528)
- 1556 - Nicholas Udall, letterato e drammaturgo inglese (n. 1505)
- 1559 - Anne du Bourg, magistrato francese (n. 1521)
- 1568 - Roger Ascham, scrittore e pedagogo inglese (n. 1515)
- 1569 - Filippo II, religioso russo (n. 1507)
- 1575 - Akiyama Nobutomo, militare giapponese (n. 1531)
- 1580 - Gerard van Groesbeeck, cardinale e vescovo cattolico belga (n. 1517)
- 1583 - Niccolò Fattore, pittore spagnolo (n. 1520)
- 1588 - Enrico di Guisa, condottiero francese (n. 1550)
- 1590 - Wang Shizhen, scrittore, critico d'arte e politico cinese (n. 1526)
- 1591 - Gian Vincenzo Gonzaga, cardinale italiano (n. 1540)
- 1596 - Hattori Hanzō, condottiero e militare giapponese (n. 1541)

## XVII secolo(20)
- 1605 - Francis Tresham, nobile inglese
- 1615 - Bartolomeo Schedoni, pittore italiano (n. 1578)
- 1619 - Giovanni Sigismondo di Brandeburgo, nobile prussiano (n. 1572)
- 1619 - Öküz Kara Mehmed Pascià, politico e militare ottomano (n. 1557)
- 1622 - Redento Baranzano, presbitero, astronomo e scrittore italiano (n. 1590)
- 1623 - Arcangelo Giani, presbitero e teologo italiano (n. 1552)
- 1628 - Girolamo Giacobbi, compositore italiano (n. 1567)
- 1629 - Giovanni I Corner, doge (n. 1551)
- 1631 - Michael Drayton, poeta inglese (n. 1563)
- 1635 - Battistello Caracciolo, pittore italiano (n. 1578)
- 1635 - Giovanni Ambrogio Mazenta, religioso e architetto italiano (n. 1565)
- 1638 - Barbara Longhi, pittrice italiana (n. 1552)
- 1645 - Olimpia Gonzaga, religiosa italiana (n. 1591)
- 1652 - John Cotton, predicatore inglese (n. 1585)
- 1655 - Curzio Inghirami, archeologo italiano (n. 1614)
- 1656 - Youhanna Bawab, patriarca cattolico libanese
- 1675 - César de Choiseul, generale e diplomatico francese (n. 1598)
- 1688 - Jean-Louis Lully, compositore francese (n. 1667)
- 1695 - Apollinare Agresta, teologo, filosofo e storico italiano (n. 1621)
- 1699 - Paolo Spinola Doria, nobile e politico italiano (n. 1628)

## XVIII secolo(34)
- 1705 - Luisa Dorotea di Prussia, principessa prussiana (n. 1680)
- 1707 - Manuel Joaquín Álvarez de Toledo, politico spagnolo (n. 1641)
- 1708 - Francesco Ferrari, pittore italiano (n. 1634)
- 1709 - Alexandros Mavrokordatos, diplomatico ottomano (n. 1636)
- 1716 - Matteo Alberti, architetto italiano (n. 1660)
- 1722 - Pierre Varignon, matematico e presbitero francese (n. 1654)
- 1726 - Giovanni Battista Bussi, cardinale e arcivescovo cattolico italiano (n. 1656)
- 1732 - Thomas Howard, VIII duca di Norfolk, nobile inglese (n. 1683)
- 1733 - Maria Bricca, cuoca italiana (n. 1684)
- 1735 - Hermann Korb, architetto tedesco (n. 1656)
- 1742 - Carlo Gaetano Stampa, cardinale e arcivescovo cattolico italiano (n. 1667)
- 1743 - John Jennings, ammiraglio e politico inglese (n. 1664)
- 1744 - Elisabetta Carlotta di Borbone-Orléans, principessa francese (n. 1676)
- 1745 - Jan Dismas Zelenka, compositore ceco (n. 1679)
- 1747 - Joseph Dandridge, illustratore e naturalista inglese (n. 1665)
- 1749 - Mark Catesby, naturalista inglese (n. 1683)
- 1753 - Filippo Barigioni, architetto italiano (n. 1672)
- 1758 - Clemente Argenvilliers, cardinale italiano (n. 1687)
- 1762 - Maria Giovanna Gabriella d'Asburgo-Lorena, nobile austriaca (n. 1750)
- 1771 - Marie-Marguerite d'Youville, religiosa canadese (n. 1701)
- 1772 - Giovanni Battista Cambiaso, doge (n. 1711)
- 1774 - Francesco Maria Preti, architetto italiano (n. 1701)
- 1775 - Giovanni Bragadin, patriarca cattolico italiano (n. 1699)
- 1777 - Anton Cajetan Adlgasser, compositore e organista tedesco (n. 1729)
- 1780 - Mario Compagnoni Marefoschi, cardinale e letterato italiano (n. 1714)
- 1781 - Claude Drevet, incisore francese (n. 1697)
- 1787 - Luisa Maria di Borbone-Francia, principessa francese (n. 1737)
- 1789 - Charles-Michel de l'Épée, presbitero e educatore francese (n. 1712)
- 1795 - Henry Clinton, generale britannico (n. 1730)
- 1795 - Mangkunegara I, sovrano indonesiano (n. 1725)
- 1795 - Giovanni Battista Rivellini, arcivescovo cattolico italiano (n. 1732)
- 1796 - Joseph Melling, pittore francese (n. 1724)
- 1797 - Federico II Eugenio di Württemberg, nobile tedesco (n. 1732)
- 1800 - Carlo Frigerio, pittore italiano (n. 1763)

## XIX secolo(67)
- 1802 - Dar'ja Petrovna Černyšëva, nobildonna russa (n. 1739)
- 1802 - Camillo Federici, drammaturgo e attore teatrale italiano (n. 1749)
- 1805 - Pehr Osbeck, esploratore e naturalista svedese (n. 1723)
- 1805 - Marie-Geneviève-Charlotte Thiroux d'Arconville, scrittrice, traduttrice e chimica francese (n. 1720)
- 1809 - Antoine Christophe Saliceti, politico italiano (n. 1757)
- 1810 - William Douglas, IV duca di Queensberry, politico e nobile scozzese (n. 1724)
- 1811 - Ivan Sergeevič Barjatinskij, diplomatico russo (n. 1738)
- 1813 - Vittorio Filippo Melano, arcivescovo cattolico e predicatore italiano (n. 1733)
- 1815 - Jan Potocki, scrittore polacco (n. 1761)
- 1822 - Antonio de Sant'Anna Galvão, religioso e santo brasiliano (n. 1739)
- 1826 - Stefano Bonsignori, vescovo cattolico e teologo italiano (n. 1738)
- 1828 - François-Étienne Damas, generale francese (n. 1764)
- 1830 - Giosafatte Biagioli, grammatico e lessicografo italiano (n. 1769)
- 1831 - Giambattista Castelnuovo, vescovo cattolico italiano (n. 1757)
- 1831 - Emilia Plater, patriota polacca (n. 1806)
- 1833 - Leontij Andrianovič Gagemejster, navigatore e esploratore russo (n. 1780)
- 1834 - Aleksandra Nikolaevna Repnina, nobildonna russa (n. 1757)
- 1839 - Giuseppe Chialli, scultore italiano (n. 1800)
- 1841 - William Hay Macnaghten, funzionario britannico (n. 1793)
- 1849 - Maffeo Barberini Colonna di Sciarra, VII principe di Carbognano, nobile italiano (n. 1771)
- 1850 - Luigi Carrer, giornalista, scrittore e poeta italiano (n. 1801)
- 1850 - Celidonio Errante, filologo e traduttore italiano (n. 1780)
- 1851 - Giovanni Berchet, poeta, scrittore e traduttore italiano (n. 1783)
- 1854 - Carlo Yvon, oboista e compositore italiano (n. 1798)
- 1855 - Giulio Avigdor, politico italiano (n. 1812)
- 1857 - Cesare Bertagnini, chimico italiano (n. 1827)
- 1857 - Achille Devéria, pittore e disegnatore francese (n. 1800)
- 1860 - Carlo Cavalli, politico italiano (n. 1799)
- 1862 - Alfred Wojciech Potocki, nobile e politico polacco (n. 1786)
- 1862 - Frederikke Dannemand, nobile danese (n. 1790)
- 1862 - Roberto Taparelli d'Azeglio, politico italiano (n. 1790)
- 1866 - Franz von Mertens, generale austriaco (n. 1806)
- 1867 - Angelo Maria Cantoni, militare italiano (n. 1829)
- 1867 - Elizaveta Petrovna Konovnicyna, nobildonna russa (n. 1802)
- 1867 - Pierre Lorillard III, imprenditore statunitense (n. 1796)
- 1868 - Andrea D'Antoni, pittore italiano (n. 1811)
- 1869 - Emilio Zasio, patriota e militare italiano (n. 1831)
- 1871 - Giacomo Bernardi, vescovo cattolico italiano (n. 1799)
- 1872 - Jean-Baptiste Capefigue, storico e giornalista francese (n. 1801)
- 1872 - George Catlin, pittore statunitense (n. 1796)
- 1873 - Sarah Grimké, attivista statunitense (n. 1792)
- 1873 - Michele Strassoldo-Grafenberg, militare austriaco (n. 1800)
- 1875 - Jules-Henri Vernoy de Saint-Georges, librettista francese (n. 1799)
- 1876 - Raffaele Purpo, vescovo cattolico italiano (n. 1789)
- 1877 - Guglielmo Gribaldi Moffa di Lisio, militare e politico italiano (n. 1791)
- 1878 - Frederick Aiken, avvocato, giornalista e militare statunitense (n. 1832)
- 1878 - Fabio Maria Asquini, cardinale e patriarca cattolico italiano (n. 1802)
- 1878 - Johann Jakob Scherer, ufficiale e imprenditore svizzero (n. 1825)
- 1879 - Giovanni Cavalli, generale, inventore e politico italiano (n. 1808)
- 1882 - François-Auguste-Ferdinand Donnet, cardinale e arcivescovo cattolico francese (n. 1795)
- 1884 - Samuel Birley Rowbotham, inventore e scrittore britannico (n. 1816)
- 1884 - William Henry Channing, presbitero, scrittore e filosofo statunitense (n. 1810)
- 1884 - John Chisum, imprenditore statunitense (n. 1824)
- 1887 - Giuseppe Fancelli, tenore italiano (n. 1833)
- 1889 - Franciszek Tepa, pittore polacco (n. 1829)
- 1890 - Mary Pearcey, criminale britannica (n. 1866)
- 1891 - Giuseppe Boschi, prefetto e politico italiano (n. 1810)
- 1891 - John Creswell, politico statunitense (n. 1828)
- 1891 - Carl Friedrich von Gerber, giurista e politico tedesco (n. 1823)
- 1892 - Paulus Stephanus Cassel, storico, giornalista e teologo tedesco (n. 1821)
- 1895 - John Russell Hind, astronomo britannico (n. 1823)
- 1895 - Sergej Michajlovič Kravčinskij, politico russo (n. 1851)
- 1895 - George Osborne, IX duca di Leeds, nobile inglese (n. 1828)
- 1897 - Effie Gray, nobildonna britannica (n. 1828)
- 1897 - Salvatore Majorana Calatabiano, economista e politico italiano (n. 1825)
- 1899 - Dominique Antoine Magaud, pittore francese (n. 1817)
- 1899 - Adolphe Robert, storico e biografo francese (n. 1833)

## XX secolo(277)
- 1901 - Annibale Brandolini, militare, patriota e politico italiano (n. 1829)
- 1901 - William Ellery Channing, poeta statunitense (n. 1818)
- 1901 - Jane Cunningham Croly, scrittrice e giornalista statunitense (n. 1829)
- 1901 - Edward Onslow Ford, scultore britannico (n. 1852)
- 1902 - Frederick Temple, arcivescovo anglicano e educatore britannico (n. 1821)
- 1903 - Leopoldina di Baden, principessa tedesca (n. 1837)
- 1903 - Henrietta Duterte, filantropa e imprenditore statunitense
- 1904 - Hermann Berthold, tipografo e imprenditore tedesco (n. 1831)
- 1905 - Paolo Vagliasindi, nobile, politico e giornalista italiano (n. 1858)
- 1907 - Charles Eng, lottatore statunitense
- 1907 - Jules Janssen, astronomo francese (n. 1824)
- 1907 - Garrett Serviss, altista e triplista statunitense (n. 1881)
- 1908 - Pere Romeu, imprenditore spagnolo (n. 1862)
- 1908 - Eduard Wachmann, direttore d'orchestra, compositore e docente romeno (n. 1836)
- 1910 - Eduard Hagenbach-Bischoff, fisico svizzero (n. 1833)
- 1911 - Pavel Pavlovič Bobrov, giornalista, compositore di scacchi e damista russo (n. 1862)
- 1911 - Petar Velimirović, politico serbo (n. 1848)
- 1912 - Édouard Detaille, pittore francese (n. 1848)
- 1913 - Asahel Bush, editore e imprenditore statunitense (n. 1824)
- 1913 - Jules Claretie, scrittore, storico e giornalista francese (n. 1840)
- 1914 - Jean Alfred Fournier, dermatologo e storico francese (n. 1832)
- 1915 - Arthur Hughes, pittore e illustratore inglese (n. 1832)
- 1916 - Napoleone Cozzi, alpinista, pittore e decoratore italiano (n. 1867)
- 1917 - Ernst Hess, aviatore tedesco (n. 1893)
- 1918 - Ludovico Gavotti, arcivescovo cattolico italiano (n. 1868)
- 1918 - Thérèse Schwartze, pittrice olandese (n. 1851)
- 1919 - Pietro Stefanelli, chimico e entomologo italiano (n. 1835)
- 1920 - Musa ag Amastan, algerino (n. 1867)
- 1920 - Muhammad IV di Kelantan, sovrano malese (n. 1870)
- 1920 - Henry Frederick Conrad Sander, botanico tedesco (n. 1847)
- 1921 - Sam McVey, pugile statunitense (n. 1884)
- 1921 - Friedrich von Thiersch, architetto e pittore tedesco (n. 1852)
- 1922 - Karl Heinrich Barth, pianista e insegnante tedesco (n. 1847)
- 1922 - Rikitaro Fujisawa, matematico giapponese (n. 1861)
- 1923 - Amir ul-Mulk, principe indiano (n. 1877)
- 1924 - George Dockrell, nuotatore britannico (n. 1886)
- 1926 - Lemmo Rossi-Scotti, pittore italiano (n. 1848)
- 1927 - Louise Keilhau, politica, docente e attivista norvegese (n. 1860)
- 1928 - Arthur Ramsay, XIV conte di Dalhousie, nobile e ufficiale scozzese (n. 1878)
- 1928 - William Turner Thiselton-Dyer, botanico britannico (n. 1843)
- 1930 - Marie Fillunger, soprano e insegnante austriaca (n. 1850)
- 1930 - Ferdinand Martini, attore tedesco (n. 1870)
- 1930 - Alberto Peano, generale italiano (n. 1859)
- 1930 - Wilhelm Spiegelberg, egittologo tedesco (n. 1870)
- 1931 - Wilson Bentley, fotografo statunitense (n. 1865)
- 1931 - Tyrone Power, attore britannico (n. 1869)
- 1932 - Ugo Coccia, politico, giornalista e antifascista italiano (n. 1895)
- 1932 - Aleksandr Mitrofanovič Stopani, rivoluzionario e politico russo (n. 1871)
- 1933 - Carlo Gagliazzo, politico italiano (n. 1877)
- 1933 - Blanche Friderici, attrice statunitense (n. 1878)
- 1933 - Giuseppe Tanari, politico italiano (n. 1852)
- 1935 - Robert Loraine, attore, impresario teatrale e aviatore inglese (n. 1876)
- 1935 - Prosper Poullet, politico belga (n. 1868)
- 1937 - Muriel Foster, contralto inglese (n. 1877)
- 1938 - Giuseppe Broglia, dirigente d'azienda e politico italiano (n. 1869)
- 1938 - Robert Herrick, scrittore statunitense (n. 1868)
- 1938 - Giorgio Morpurgo, ufficiale italiano (n. 1892)
- 1939 - Anthony Fokker, pioniere dell'aviazione e imprenditore olandese (n. 1890)
- 1939 - Ludwig Hopf, fisico tedesco (n. 1884)
- 1939 - Maxime Laubeuf, militare e ingegnere francese (n. 1864)
- 1939 - Mauri Nyberg-Noroma, ginnasta finlandese (n. 1908)
- 1940 - Giuseppe Majorana, economista, statistico e politico italiano (n. 1863)
- 1940 - Filipp Andreevič Maljavin, pittore russo (n. 1869)
- 1940 - Bruno Ranieri, militare italiano (n. 1915)
- 1940 - Otto Silber, calciatore estone (n. 1893)
- 1941 - Archibald Cameron Macdonell, generale canadese (n. 1864)
- 1941 - William Clifford, attore statunitense (n. 1877)
- 1941 - Ermanno Rizzacasa, militare italiano (n. 1914)
- 1942 - Konstantin Dmitrievič Bal'mont, poeta russo (n. 1867)
- 1943 - Enrico Carano, botanico italiano (n. 1877)
- 1943 - Giulio Laureati, aviatore italiano (n. 1877)
- 1943 - Gino Pancheri, pittore italiano (n. 1905)
- 1943 - Theo Thijssen, educatore, scrittore e politico olandese (n. 1879)
- 1944 - Rupert Anderson, calciatore inglese (n. 1859)
- 1944 - Angela Maria Autsch, religiosa tedesca (n. 1900)
- 1944 - Enrico Caronti, partigiano italiano (n. 1901)
- 1944 - Aureliano Galeazzo, partigiano italiano (n. 1928)
- 1944 - Charles Dana Gibson, illustratore statunitense (n. 1867)
- 1944 - Peder Lykkeberg, nuotatore danese (n. 1878)
- 1944 - Paul Masson, pistard francese (n. 1876)
- 1944 - Joe Ryan, attore statunitense (n. 1887)
- 1944 - Aleksandrs Stankus, calciatore lettone (n. 1907)
- 1946 - Rinaldo Barlassina, arbitro di calcio italiano (n. 1898)
- 1946 - Dorothy Spicer, aviatrice britannica (n. 1908)
- 1946 - Frank Lukeman, multiplista e velocista canadese (n. 1885)
- 1946 - John Sampson, ginecologo statunitense (n. 1873)
- 1947 - Bruno Bernabei, avvocato e politico italiano (n. 1888)
- 1947 - Giulio Farina, egittologo, archeologo e sociologo italiano (n. 1889)
- 1947 - Giulia Florio, nobildonna e filantropa italiana (n. 1870)
- 1947 - Jean Le Bret, velista francese (n. 1872)
- 1947 - Sergej L'vovič Tolstoj, scrittore e musicologo russo (n. 1863)
- 1947 - Giuseppe Vairo, calciatore italiano (n. 1922)
- 1948 - Kenji Doihara, generale giapponese (n. 1883)
- 1948 - Kōki Hirota, politico e diplomatico giapponese (n. 1878)
- 1948 - Seishiro Itagaki, generale e politico giapponese (n. 1885)
- 1948 - Iwane Matsui, generale giapponese (n. 1878)
- 1948 - Hideki Tōjō, generale e politico giapponese (n. 1884)
- 1949 - Olimpio Bobbio, attore italiano (n. 1896)
- 1949 - Cesare Cassanelli, allenatore di calcio e calciatore italiano (n. 1898)
- 1949 - Albert Dubly, calciatore francese (n. 1881)
- 1949 - Victor Nysted, calciatore norvegese (n. 1889)
- 1949 - Otakar Vindyš, hockeista su ghiaccio ceco (n. 1884)
- 1950 - Juan Botasso, calciatore argentino (n. 1908)
- 1950 - Vincenzo Tommasini, compositore italiano (n. 1878)
- 1950 - Walton Walker, generale statunitense (n. 1889)
- 1951 - George Ovey, attore statunitense (n. 1870)
- 1951 - Enrique Santos Discépolo, musicista, compositore e regista argentino (n. 1901)
- 1952 - Marjorie Bowen, scrittrice e saggista inglese (n. 1885)
- 1952 - Vasilij Jakovlevič Erošenko, scrittore, anarchico e esperantista russo (n. 1890)
- 1952 - Eli Heckscher, economista svedese (n. 1879)
- 1952 - Karel Kužel, calciatore cecoslovacco (n. 1899)
- 1952 - Benito Lynch, scrittore argentino (n. 1885)
- 1952 - Cesare Serono, chimico e politico italiano (n. 1871)
- 1953 - Lavrentij Pavlovič Berija, politico e generale sovietico (n. 1899)
- 1953 - Pierre Dupong, politico lussemburghese (n. 1885)
- 1953 - Vsevolod Nikolaevič Merkulov, generale e funzionario sovietico (n. 1895)
- 1954 - Jean Frélaut, pittore e incisore francese (n. 1879)
- 1954 - René Iché, scultore francese (n. 1897)
- 1955 - Pietro Gaudenzi, pittore italiano (n. 1880)
- 1956 - Josep Puig i Cadafalch, architetto spagnolo (n. 1867)
- 1956 - Homer Scott, direttore della fotografia statunitense (n. 1880)
- 1957 - Michel d'Herbigny, vescovo cattolico e gesuita francese (n. 1880)
- 1957 - Sergej Komarov, attore sovietico (n. 1891)
- 1957 - William Prichard, bobbista svizzero (n. 1897)
- 1958 - Dorothy Macardle, scrittrice, drammaturga e storica irlandese (n. 1889)
- 1959 - Edward Wood, I conte di Halifax, politico britannico (n. 1881)
- 1961 - Giovanni Fercioni, stilista italiano (n. 1886)
- 1961 - Vincenzo Galdi, fotografo italiano (n. 1871)
- 1961 - Albert Jourda, calciatore francese (n. 1893)
- 1961 - Ignazio Majo Pagano, sportivo italiano (n. 1876)
- 1961 - Kurt Meyer, generale tedesco (n. 1910)
- 1961 - Emanuele Mignone, vescovo cattolico italiano (n. 1864)
- 1961 - Camillo Puglisi Allegra, architetto e ingegnere italiano (n. 1884)
- 1962 - Luis Alberni, attore spagnolo (n. 1886)
- 1962 - Luigi Boniforti, avvocato e partigiano italiano (n. 1900)
- 1962 - José Giral, politico e chimico spagnolo (n. 1879)
- 1962 - Halpern Leivick, scrittore russo (n. 1888)
- 1962 - James Patrick McGranery, politico statunitense (n. 1895)
- 1962 - George Saiko, scrittore austriaco (n. 1892)
- 1963 - Trifon Xhagjika, militare, poeta e giornalista albanese (n. 1932)
- 1964 - Nathan Asch, scrittore statunitense (n. 1902)
- 1964 - Jean Bourgknecht, avvocato e politico svizzero (n. 1902)
- 1964 - Väinö Bremer, aviatore, pentatleta e sciatore di pattuglia militare finlandese (n. 1899)
- 1964 - Ola Cohn, scultrice e scrittrice australiana (n. 1892)
- 1964 - Arrigo Pedrollo, pianista, direttore d'orchestra e compositore italiano (n. 1878)
- 1964 - Raymond Rasch, compositore statunitense (n. 1917)
- 1966 - Heimito von Doderer, scrittore austriaco (n. 1896)
- 1966 - Johann Eibel, sollevatore austriaco (n. 1883)
- 1966 - Arie de Jong, schermidore olandese (n. 1882)
- 1967 - Mario Corte, attore, regista e doppiatore italiano (n. 1878)
- 1967 - Nicola Galdo, avvocato e politico italiano (n. 1917)
- 1967 - Aurelio Lenzi, discobolo e pesista italiano (n. 1891)
- 1967 - David McLean, calciatore scozzese (n. 1890)
- 1967 - Marie Noël, poetessa francese (n. 1883)
- 1967 - Alfredo Pacini, cardinale italiano (n. 1888)
- 1967 - Angela Piskernik, ambientalista e botanica slovena (n. 1886)
- 1967 - Kaaren Verne, attrice tedesca (n. 1918)
- 1968 - William Andelfinger, ginnasta e multiplista statunitense (n. 1880)
- 1968 - Adnan Kapau Gani, politico indonesiano (n. 1905)
- 1968 - Quinto Quintieri, politico italiano (n. 1894)
- 1968 - Maria Tescanu Rosetti, principessa rumena (n. 1879)
- 1968 - Sati' al-Husri, politico e scrittore siriano (n. 1880)
- 1969 - Léon Barsacq, scenografo francese (n. 1906)
- 1969 - Tiburcio Carías Andino, politico e militare honduregno (n. 1876)
- 1969 - Gaudenzio Sereno, calciatore italiano (n. 1900)
- 1970 - Giuseppe Frignani, banchiere, dirigente d'azienda e politico italiano (n. 1892)
- 1970 - Charles Ruggles, attore statunitense (n. 1886)
- 1971 - Alberto Ancilotto, regista italiano (n. 1902)
- 1971 - Alessandro Cagno, pilota automobilistico e pioniere dell'aviazione italiano (n. 1883)
- 1971 - Annibale Fada, politico italiano (n. 1926)
- 1971 - Carlo Jachino, compositore italiano (n. 1887)
- 1971 - Livio Lorenzon, attore italiano (n. 1923)
- 1972 - Mickey Coll, cestista portoricano (n. 1951)
- 1972 - Jimmy Dimmock, calciatore inglese (n. 1900)
- 1972 - Abraham Joshua Heschel, rabbino e filosofo polacco (n. 1907)
- 1972 - Andrej Nikolaevič Tupolev, ingegnere aeronautico sovietico (n. 1888)
- 1973 - James Anderson, tennista australiano (n. 1894)
- 1973 - Gerard Peter Kuiper, astronomo olandese (n. 1905)
- 1973 - Otto Montag, calciatore tedesco (n. 1897)
- 1974 - Florentino Pérez Embid, storico e politico spagnolo (n. 1918)
- 1974 - Norman Squire, giocatore di snooker australiano (n. 1909)
- 1975 - Roger Pennès, generale e aviatore francese (n. 1883)
- 1976 - Frank Forest, tenore e attore cinematografico statunitense (n. 1896)
- 1976 - Dino Olivetti, ingegnere e imprenditore italiano (n. 1912)
- 1977 - Mario D'Antona, illustratore italiano (n. 1911)
- 1977 - Philipp Etter, politico svizzero (n. 1891)
- 1977 - Enzo Merolle, produttore cinematografico italiano (n. 1912)
- 1977 - Philipp Vielhauer, presbitero camerunese (n. 1914)
- 1978 - Barbara Castleton, attrice statunitense (n. 1894)
- 1978 - Enzo Di Pisa, autore televisivo italiano (n. 1945)
- 1978 - Misao Tamai, calciatore giapponese (n. 1903)
- 1979 - Peggy Guggenheim, collezionista d'arte e mecenate statunitense (n. 1898)
- 1979 - Ernest B. Schoedsack, regista, sceneggiatore e produttore cinematografico statunitense (n. 1893)
- 1979 - Dirk Stikker, diplomatico olandese (n. 1897)
- 1980 - Memmo Carotenuto, attore italiano (n. 1908)
- 1980 - Libero Simonatti, calciatore italiano (n. 1909)
- 1981 - Ernesto Cauvin, imprenditore, dirigente sportivo e politico italiano (n. 1903)
- 1981 - Mario Cortiello, pittore italiano (n. 1907)
- 1981 - Luther Evans, politologo statunitense (n. 1902)
- 1982 - Vit'ali Daraselia, calciatore sovietico (n. 1957)
- 1982 - Gino Corrado, attore italiano (n. 1893)
- 1982 - Teseo Taddia, martellista italiano (n. 1920)
- 1982 - Jack Webb, attore, regista e sceneggiatore statunitense (n. 1920)
- 1983 - Moulay Abdellah del Marocco, principe marocchino (n. 1935)
- 1983 - Arturo Ferrara, tenore italiano (n. 1900)
- 1983 - Nicola Pistillo, militare e poeta italiano (n. 1916)
- 1984 - Ingemar Düring, filologo classico e traduttore svedese (n. 1903)
- 1984 - Nino Ferraù, poeta italiano (n. 1923)
- 1984 - Ferdinand Kardoš, calciatore cecoslovacco (n. 1905)
- 1984 - Joan Lindsay, scrittrice e commediografa australiana (n. 1896)
- 1985 - Bill Henry, cestista statunitense (n. 1924)
- 1985 - Gina Kaus, scrittrice e sceneggiatrice austriaca (n. 1893)
- 1985 - Giovanna Scotto, attrice e doppiatrice italiana (n. 1894)
- 1986 - Dante Sciacqui, basso italiano (n. 1894)
- 1986 - R. Gordon Wasson, statunitense (n. 1898)
- 1987 - Fritz Birzer, militare tedesco (n. 1904)
- 1987 - Delfino Insolera, divulgatore scientifico italiano (n. 1920)
- 1988 - Consuelo Berges, traduttrice e giornalista spagnola (n. 1899)
- 1988 - Joseph Nuttin, psicologo belga (n. 1909)
- 1988 - Carlo Scorza, politico, giornalista e generale italiano (n. 1897)
- 1988 - Andy Spack, cestista canadese (n. 1927)
- 1989 - Jeff Alexander, compositore e direttore d'orchestra statunitense (n. 1910)
- 1989 - Milko Gajdarski, calciatore bulgaro (n. 1946)
- 1989 - Richard Rado, matematico tedesco (n. 1906)
- 1989 - Lennart Strandberg, velocista svedese (n. 1915)
- 1990 - Pierre Chenal, regista e sceneggiatore francese (n. 1904)
- 1990 - Foy D. Kohler, diplomatico statunitense (n. 1908)
- 1990 - Wendell Scott, pilota automobilistico statunitense (n. 1921)
- 1991 - Aimé Durbec, calciatore francese (n. 1902)
- 1991 - Gene Milford, montatore statunitense (n. 1902)
- 1991 - Rosario Ruggeri, scrittore e medico italiano (n. 1905)
- 1992 - Mario Ageno, fisico italiano (n. 1915)
- 1992 - Ivanhoe Gambini, architetto e pittore italiano (n. 1904)
- 1992 - Eddie Hazel, chitarrista statunitense (n. 1950)
- 1992 - Vjačeslav Kurennoj, pallanuotista sovietico (n. 1932)
- 1992 - Robert Marshak, fisico statunitense (n. 1916)
- 1992 - Pauli Sarkkula, cestista finlandese (n. 1917)
- 1993 - James Ellison, attore statunitense (n. 1910)
- 1993 - Michael Faber, calciatore tedesco orientale (n. 1939)
- 1993 - Luigi Giuliano, allenatore di calcio e calciatore italiano (n. 1930)
- 1993 - Jean Maréchal, ciclista su strada francese (n. 1910)
- 1993 - John Nelson, generale britannico (n. 1912)
- 1993 - Marcello Neri, ciclista su strada italiano (n. 1902)
- 1994 - Mark Foo, surfista statunitense (n. 1958)
- 1994 - Attilio Monti, imprenditore italiano (n. 1906)
- 1994 - Vincenzo Mario Palmieri, medico e politico italiano (n. 1899)
- 1994 - Augusto Pedrazza, artista e fumettista italiano (n. 1923)
- 1994 - Sebastian Shaw, attore, drammaturgo e scrittore britannico (n. 1905)
- 1994 - Guido Vanzetti, fotografo e regista italiano (n. 1938)
- 1995 - Édith Bonlieu, sciatrice alpina francese (n. 1934)
- 1995 - Attilio Bulgheri, calciatore italiano (n. 1913)
- 1995 - Patric Knowles, attore britannico (n. 1911)
- 1995 - Giuseppe Montalto, poliziotto italiano (n. 1965)
- 1996 - Vladimir Balašov, attore sovietico (n. 1920)
- 1996 - Rina Ketty, cantante francese (n. 1911)
- 1996 - Maria Cristina di Borbone-Spagna, principessa spagnola (n. 1911)
- 1997 - Stanley Cortez, direttore della fotografia statunitense (n. 1905)
- 1997 - Giovanni Gatti, politico italiano (n. 1918)
- 1997 - Les Harrison, allenatore di pallacanestro e dirigente sportivo statunitense (n. 1904)
- 1997 - Zaur K'aloevi, calciatore sovietico (n. 1931)
- 1997 - William Piastra, scrittore italiano (n. 1920)
- 1997 - Paul Schweikher, architetto statunitense (n. 1903)
- 1997 - Paula Stone, attrice statunitense (n. 1912)
- 1998 - Feiez, polistrumentista e fonico italiano (n. 1962)
- 1998 - Giulio Cesare Graziani, generale e aviatore italiano (n. 1915)
- 1998 - David Manners, attore e scrittore canadese (n. 1901)
- 1998 - Joe Orlando, disegnatore, fumettista e editore italiano (n. 1927)
- 1999 - Francesco Carbone, antropologo, critico d'arte e pittore italiano (n. 1923)
- 1999 - Martin Charteris, barone Charteris di Amisfield, ufficiale scozzese (n. 1913)
- 1999 - Wallace Diestelmeyer, pattinatore artistico su ghiaccio canadese (n. 1926)
- 1999 - Silvio Gava, sindacalista e politico italiano (n. 1901)
- 1999 - Lois Hamilton, modella e attrice statunitense (n. 1943)
- 1999 - Vladimir Kondrašin, allenatore di pallacanestro sovietico (n. 1929)
- 1999 - Enrico Ravaglia, cestista italiano (n. 1976)
- 2000 - Billy Barty, attore statunitense (n. 1924)
- 2000 - Victor Borge, musicista e comico danese (n. 1909)
- 2000 - Carlo Stella, politico italiano (n. 1910)

## XXI secolo(137)
- 2001 - Stefano Cavaliere, politico italiano (n. 1920)
- 2001 - Diana Grange Fiori, scrittrice e traduttrice italiana (n. 1918)
- 2001 - Vicente Gómez, chitarrista e compositore spagnolo (n. 1911)
- 2001 - Giovanni Marini, anarchico e poeta italiano (n. 1942)
- 2001 - Glauco Rossi, pittore italiano (n. 1909)
- 2001 - Fritz Wolf, grafico tedesco (n. 1918)
- 2001 - Jelle Zijlstra, politico olandese (n. 1918)
- 2002 - Hilario Fernández Long, ingegnere argentino (n. 1918)
- 2002 - Elio Fregonese, partigiano, sindacalista e politico italiano (n. 1922)
- 2002 - Vieri Traxler, diplomatico italiano (n. 1928)
- 2003 - Kriangsak Chomanan, politico e generale thailandese (n. 1917)
- 2003 - Valentin Gavrilov, altista sovietico (n. 1946)
- 2003 - Guglielmo Trevisan, calciatore e allenatore di calcio italiano (n. 1918)
- 2003 - Paolo Valori, gesuita e teologo italiano (n. 1919)
- 2004 - Pietro Fiordelli, vescovo cattolico italiano (n. 1916)
- 2004 - Giulio Giovanardi, ingegnere italiano (n. 1919)
- 2004 - Romana Guarnieri, medievista italiana (n. 1913)
- 2004 - Pamulaparthi Venkata Narasimha Rao, politico indiano (n. 1921)
- 2004 - Anne Truitt, scultrice statunitense (n. 1921)
- 2005 - Lajos Baróti, calciatore e allenatore di calcio ungherese (n. 1914)
- 2005 - Xenia Pörtner, attrice tedesca (n. 1932)
- 2005 - Kay Stammers, tennista britannica (n. 1914)
- 2005 - Yao Wenyuan, politico cinese (n. 1931)
- 2006 - Mariano Artigas, filosofo e presbitero spagnolo (n. 1938)
- 2006 - Peter Grubb, zoologo inglese (n. 1942)
- 2006 - Antonella Rendina, doppiatrice italiana (n. 1956)
- 2006 - Robert Stafford, politico statunitense (n. 1913)
- 2007 - Ernani Costantini, pittore e scrittore italiano (n. 1922)
- 2007 - Michael Kidd, coreografo, ballerino e attore statunitense (n. 1915)
- 2007 - Aloísio Lorscheider, cardinale e arcivescovo cattolico brasiliano (n. 1924)
- 2007 - Carlo Raffaele Marcello, fumettista italiano (n. 1929)
- 2007 - Hans Mild, calciatore e hockeista su ghiaccio svedese (n. 1934)
- 2007 - Oscar Peterson, pianista canadese (n. 1925)
- 2007 - Frank Swaelen, politico belga (n. 1930)
- 2008 - Narciso Bernardo, cestista e allenatore di pallacanestro filippino (n. 1937)
- 2008 - Pietro Gamba, fumettista e illustratore italiano (n. 1925)
- 2008 - Carolyn Miller, cestista e allenatrice di pallacanestro statunitense (n. 1938)
- 2008 - Donald Randall, imprenditore statunitense (n. 1917)
- 2008 - Elizabeth Cicely Ridley, matematica e climatologa britannica (n. 1927)
- 2009 - Vinicio Diamanti, attore italiano (n. 1926)
- 2009 - Ngapoi Ngawang Jigme, politico, generale e magistrato tibetano (n. 1910)
- 2009 - Alfredo Lulich, calciatore italiano (n. 1931)
- 2009 - Alfredo Schiavo, calciatore e dirigente sportivo italiano (n. 1927)
- 2009 - Edward Schillebeeckx, teologo e presbitero belga (n. 1914)
- 2010 - José Antonio Momeñe, ciclista su strada spagnolo (n. 1940)
- 2010 - Teresa Pellati, attrice italiana (n. 1929)
- 2010 - Olga Porumbaru, scultrice, architetta e attrice rumena (n. 1919)
- 2010 - Diego Wolff, pallanuotista argentino (n. 1934)
- 2011 - Denise Darcel, attrice e cantante francese (n. 1924)
- 2011 - Alfredo Dibona, fondista italiano (n. 1936)
- 2011 - Cees van Dongen, pilota motociclistico olandese (n. 1932)
- 2012 - Luciano Caldari, pittore italiano (n. 1925)
- 2012 - Lêdo Ivo, poeta, saggista e giornalista brasiliano (n. 1924)
- 2012 - Nguyễn Hồng Hà, costumista vietnamita (n. 1955)
- 2012 - Cristian Tudor, calciatore rumeno (n. 1982)
- 2012 - Evelyn Ward, attrice statunitense (n. 1923)
- 2013 - Italo Castellani, calciatore, allenatore di calcio e dirigente sportivo italiano (n. 1938)
- 2013 - Pierre-Alain Dahan, batterista francese (n. 1943)
- 2013 - Arrigo Diodati, partigiano italiano (n. 1926)
- 2013 - Michail Timofeevič Kalašnikov, militare, ingegnere e progettista sovietico (n. 1919)
- 2013 - Yusef Lateef, musicista e compositore statunitense (n. 1920)
- 2013 - José Ortiz, fumettista spagnolo (n. 1932)
- 2013 - Pavel Petera, allenatore di pallacanestro cecoslovacco (n. 1942)
- 2013 - Mario Piovano, fisarmonicista, compositore e cantante italiano (n. 1927)
- 2013 - Vito Rizzuto, mafioso italiano (n. 1946)
- 2013 - Chryssa, scultrice greca (n. 1933)
- 2014 - K. Balachander, regista e sceneggiatore indiano (n. 1930)
- 2014 - Francesco Bossi, filologo e grecista italiano (n. 1949)
- 2014 - Evgenij Korol'kov, ginnasta sovietico (n. 1930)
- 2015 - Chen Luyun, cestista cinese (n. 1977)
- 2015 - Alfred Gilman, farmacologo e biochimico statunitense (n. 1941)
- 2015 - Henry Crichton, VI conte di Erne, nobile irlandese (n. 1937)
- 2015 - Hocine Aït Ahmed, politico berbero (n. 1926)
- 2015 - Don Howe, calciatore e allenatore di calcio inglese (n. 1935)
- 2015 - Antoniet, calciatore spagnolo (n. 1933)
- 2015 - Bülend Ulusu, politico e militare turco (n. 1923)
- 2016 - Ugo Angelino, alpinista italiano (n. 1923)
- 2016 - Gabriel Cacho Millet, scrittore e critico letterario argentino (n. 1939)
- 2016 - Willa Kim, costumista statunitense (n. 1917)
- 2016 - Poul Pedersen, calciatore danese (n. 1932)
- 2016 - Donato Sabato, ingegnere e dirigente pubblico italiano (n. 1930)
- 2016 - Heinrich Schiff, violoncellista e direttore d'orchestra austriaco (n. 1951)
- 2016 - Piers Sellers, astronauta britannico (n. 1955)
- 2016 - Vesna Vulović, attivista serba (n. 1950)
- 2017 - Manolo Bolognini, produttore cinematografico e calciatore italiano (n. 1925)
- 2017 - Lucia Mirisola, costumista e scenografa italiana (n. 1928)
- 2017 - Neftalí Rivera, cestista portoricano (n. 1948)
- 2017 - Cesare Zamboni, calciatore italiano (n. 1931)
- 2018 - Adriana Berselli, costumista italiana (n. 1928)
- 2018 - Kenichi Imaizumi, cestista giapponese (n. 1934)
- 2018 - Stefano Livadiotti, giornalista e scrittore italiano (n. 1958)
- 2018 - Bob Mattick, cestista statunitense (n. 1933)
- 2018 - Elias M. Stein, matematico statunitense (n. 1931)
- 2018 - Roberto Zamarin, cestista e allenatore di pallacanestro italiano (n. 1943)
- 2019 - Nicola D'Alessio Monte, allenatore di calcio italiano (n. 1928)
- 2019 - Carl Deckard, inventore, insegnante e imprenditore statunitense (n. 1960)
- 2019 - Ahmed Gaid Salah, militare e politico algerino (n. 1940)
- 2019 - George Petchey, calciatore e allenatore di calcio inglese (n. 1931)
- 2019 - Michael Woolfson, fisico e saggista britannico (n. 1927)
- 2020 - Domenico Acanfora, giocatore di biliardo italiano (n. 1935)
- 2020 - Arkadi Andreasyan, calciatore e allenatore di calcio sovietico (n. 1947)
- 2020 - Anthony Antico, mafioso statunitense (n. 1935)
- 2020 - James Gunn, scrittore di fantascienza statunitense (n. 1923)
- 2020 - Rebecca Luker, soprano e attrice statunitense (n. 1961)
- 2020 - Frankie Randall, pugile statunitense (n. 1961)
- 2020 - Gilbert Shea, tennista statunitense (n. 1928)
- 2020 - Ron Widby, giocatore di football americano e cestista statunitense (n. 1945)
- 2021 - Chris Dickerson, culturista statunitense (n. 1939)
- 2021 - Joan Didion, giornalista, scrittrice e saggista statunitense (n. 1934)
- 2021 - Inge Jens, letterata e giornalista tedesca (n. 1927)
- 2021 - Avio Lucioli, martellista italiano (n. 1928)
- 2021 - Grace Mirabella, giornalista statunitense (n. 1929)
- 2021 - Bartolomeo Pepe, politico italiano (n. 1962)
- 2021 - Benito Rigoni, bobbista italiano (n. 1936)
- 2022 - George Cohen, calciatore inglese (n. 1939)
- 2022 - Maria Del Monte, attrice e cantante italiana (n. 1945)
- 2022 - Trevor Fancutt, tennista e allenatore di tennis sudafricano (n. 1934)
- 2022 - József Fitos, calciatore e allenatore di calcio ungherese (n. 1959)
- 2022 - Emine Kara, attivista curda (n. 1974)
- 2022 - Jorge Maya, cestista uruguaiano (n. 1944)
- 2022 - José Francisco Rojo, calciatore e allenatore di calcio spagnolo (n. 1947)
- 2022 - Genaro Sermeño, calciatore salvadoregno (n. 1948)
- 2022 - Philippe Streiff, pilota automobilistico francese (n. 1955)
- 2023 - Otto Almstadt, scultore tedesco (n. 1940)
- 2023 - Enrico Atzeni, archeologo italiano (n. 1927)
- 2023 - Piero Craveri, storico e politico italiano (n. 1938)
- 2023 - Samboy Lim, cestista filippino (n. 1962)
- 2023 - Lynn Loring, attrice, produttrice televisiva e produttrice cinematografica statunitense (n. 1944)
- 2023 - Michael Radulescu, organista e compositore rumeno (n. 1943)
- 2024 - Shyam Benegal, regista e sceneggiatore indiano (n. 1934)
- 2024 - Dési Bouterse, politico e militare surinamese (n. 1945)
- 2024 - Colin Campbell, velocista e bobbista britannico (n. 1946)
- 2024 - Brian Freemantle, scrittore britannico (n. 1936)
- 2024 - Sophie Hediger, snowboarder svizzera (n. 1998)
- 2024 - Dalmacio Negro Pavón, filosofo e politologo spagnolo (n. 1931)
- 2024 - Helmut Schlesinger, economista tedesco (n. 1924)
- 2024 - Mel Shapiro, regista teatrale, paroliere e librettista statunitense (n. 1935)